# Buck Buchanan (rugby à XV)
Pour les articles homonymes, voir Buck Buchanan et Buchanan.
Pas d'image ? Cliquez ici

b Matchs officiels uniquement.
Dernière mise à jour le 24 avril 2023.
Allan McMillan Buchanan dit Buck Buchanan, né le 21 mai 1904 et mort le 24 novembre 1956 à Barnet, est un joueur de rugby à XV, qui joue avec l'équipe d'Irlande de 1926 à 1927 évoluant au poste de pilier.

## Biographie
Buck Buchanan obtient sa première cape internationale à l’occasion d'un test match le 13 février 1926 contre l'équipe d'Angleterre. Son dernier test match est contre l'équipe d'Australie le 12 novembre 1927. Buck Buchanan remporte le Tournoi des Cinq Nations de 1926 et celui de 1927. 

## Palmarès
- Vainqueur du Tournoi des Cinq Nations en 1926 et 1927

## Statistiques en équipe nationale
- 6 sélections avec l'Irlande
- Sélections par année : 3 en 1926, 3 en 1927
- Tournois des Cinq Nations disputés : 1926, 1927